# Nowomyłoradiwka
Nowomyłoradiwka (ukr. Новомилорадівка) – wieś na Ukrainie, w obwodzie dniepropetrowskim, w rejonie kamjańskim, w hromadzie Bożedariwka. W 2001 liczyła 382 mieszkańców, spośród których 334 wskazało jako ojczysty język ukraiński, 23 rosyjski, 20 białoruski, a 5 ormiański.